# 町谷 (さいたま市)
町谷（まちや）は、埼玉県さいたま市桜区の町丁及び大字。現行行政地名は町谷一丁目から町谷四丁目、および大字町谷（荒川河川敷にある飛び地）。町丁は住居表示実施済み。郵便番号は338-0836。旧足立郡（北足立郡）町谷村。

## 地理
さいたま市桜区中部の荒川左岸側の沖積平野（荒川低地）に位置する。地区の東側を南元宿や西堀、南側を桜田、西側を道場、北側を栄和や中島と接する。また、南側には対角線上に新開が位置している。地域の東部を南北に国道17号新大宮バイパス・首都高速埼玉大宮線が縦断し、地域の北部を東西に埼玉県道57号さいたま鴻巣線（新六間道路）が横断している。新大宮バイパスの東側に一丁目、西側に二〜四丁目が存在する。
地域内は宅地化が進み住宅地域である。地区の南部境界、及び東部には油面川が流れる。荒川河川区域内の飛地は東部を鴨川が流れ、公園やゴルフ場などのレクレーション施設として利用されている。

### 地価
住宅地の地価は、2019年（平成31年）1月1日の都道府県地価調査によれば、町谷三丁目26-15の地点で13万2000円/m2となっている。

## 歴史
旧足立郡（後に北足立郡）町谷村。古くは高鼻荘に属し、江戸期は武蔵国足立郡与野領のうちであった。町谷村の町谷は町屋とも書く（後述）。正保年間に旗本である宮崎・牧野氏の相給地であった以外は幕府領で、村高は「武蔵田園簿」では221石（田158石、畑63石）、「元禄郷帳」では226石、「天保郷帳」では239石。助郷は中山道浦和宿に出役していた。化政期の戸数は48軒で、村の規模は東西3町余、南北2町余であった。
- 幕末時点では足立郡町谷村であった。明治初年の『旧高旧領取調帳』の記載によると、代官大竹左馬太郎支配所が管轄する幕府領であった[注釈 1]。
- 1868年（慶応4年）6月19日 - 旧幕府領が、武蔵知県事・山田政則（忍藩士）の管轄となる[注釈 2]。
- 1869年（明治2年） 
  - 1月13日 - 武蔵知県事・宮原忠英の管轄区域に大宮県を設置、同県の管轄となる。県庁は東京府馬喰町に置かれる。
  - 9月29日 - 県庁が浦和に置かれ浦和県に改称。
- 1871年（明治4年）11月13日 - 第1次府県統合により埼玉県の管轄となる。
- 1879年（明治12年）3月17日 - 郡区町村編制法により成立した北足立郡に属す。郡役所は浦和宿に設置。それに伴い、同郡内に同名の村（旧、桶川町の町谷。）があった為、与野領を冠称して、与野領町谷村となる[7][注釈 3]。
- 1889年（明治22年）4月1日 - 町村制施行に伴い、北足立郡与野領町谷、南元宿、西堀、関、鹿手袋、田島、新開、道場、栄和、中島、山窪の十一村が合併し、土合村が成立[9]。土合村の大字与野領町谷となる[7]。
- 時期不明（明治末年頃） - 大字与野領町谷から与野領が取れ、大字町谷に改称される[7]。
- 1950年（昭和25年）5月25日 - 地内に浦和市立土合中学校（現さいたま市立土合中学校） が浦和市立土合小学校の敷地より移転する。
- 1955年（昭和30年）1月1日 - 北足立郡土合村が大久保村とともに浦和市へ編入[10]。浦和市大字町谷となる。
- 1979年（昭和54年）6月2日 - 大字町谷の一部が新たに成立した大字油面の一部となる[11]。
- 1985年（昭和60年）8月1日 - 住居表示実施により、大字町谷・道場の各一部から町谷二丁目〜四丁目が成立[11]。また、大字町谷の一部が新開・道場の各一部となる[11]。
- 1986年（昭和61年）8月1日 - 住居表示実施により、大字町谷・南元宿の各一部から町谷一丁目が成立[11]。また、大字町谷の一部が南元宿の一部となる[11]。残部の大字町谷は存続。
- 2001年（平成13年）5月1日 - 浦和市が大宮市、与野市と合併しさいたま市となり、さいたま市の町名、大字となる。
- 2003年（平成15年）4月1日 - さいたま市が政令指定都市へ移行し、さいたま市桜区の町名、大字となる。

### 地名の由来
隣接する道場村（現:道場地区）に畠山重忠の館があった頃、城下町屋があったことによる。かつては町屋と表記していたが、書きやすさから町谷と混同され、現在では町谷が町名となっている。昭和時代の住宅地図には町屋と表記しているものがある。

## 世帯数と人口
2017年（平成29年）9月1日現在の世帯数と人口は以下の通りである。
| 丁目       | 世帯数    | 人口    |
| ---------- | --------- | ------- |
| 町谷一丁目 | 395世帯   | 939人   |
| 町谷二丁目 | 398世帯   | 870人   |
| 町谷三丁目 | 731世帯   | 1,510人 |
| 町谷四丁目 | 384世帯   | 809人   |
| 計         | 1,908世帯 | 4,128人 |

## 小・中学校の学区
市立小・中学校に通う場合、学区（校区）は以下の通りとなる。
| 丁目       | 番地    | 小学校                 | 中学校                 |
| ---------- | ------- | ---------------------- | ---------------------- |
| 町谷一丁目 | 1〜16番 | さいたま市立土合小学校 | さいたま市立土合中学校 |
| 町谷一丁目 | その他  | さいたま市立中島小学校 | さいたま市立土合中学校 |
| 町谷二丁目 | 全域    | さいたま市立栄和小学校 | さいたま市立土合中学校 |
| 町谷三丁目 | 全域    | さいたま市立栄和小学校 | さいたま市立土合中学校 |
| 町谷四丁目 | 全域    | さいたま市立栄和小学校 | さいたま市立土合中学校 |

## 交通
地区内に鉄道は敷設されていない。最寄り駅はJR埼京線南与野駅であるが、町谷三丁目26-15の地点よりおよそ2.3 km離れている。

### 道路
- 首都高速埼玉大宮線
  - 浦和中央出入口（計画中であり、用地取得済み）
- 国道17号（新大宮バイパス）
- 埼玉県道57号さいたま鴻巣線（新六間道路）
- 道場三室線（建設中）
- 町谷本太線
- 新開通[13]

## 施設
- さいたま市立土合中学校
- 町谷二丁目公園
- 町谷児童公園
- 町谷自治会館
- 新義真言宗光明寺[5]
- 慈観寺
- 薬師堂